# إرنست بلوخ (ملحن)
إرنست بلوخ (بالإنجليزية: Ernest Bloch) (و. 1880 – 1959 م) هو ملحن، ومصور، ومعلم موسيقى، من سويسرا، ولد في جنيف، وكان عضوًا في الأكاديمية الأمريكية للفنون والآداب، توفي في بورتلاند، أوريغون، عن عمر يناهز 79 عاماً، بسبب سرطان.

## التعليم
تعلم في Hoch Conservatory ‏.

## وصلات خارجية
- إرنست بلوخ على موقع IMDb (الإنجليزية)
- إرنست بلوخ على موقع الموسوعة البريطانية (الإنجليزية)
- إرنست بلوخ على موقع مونزينجر (الألمانية)
- إرنست بلوخ على موقع ميوزك برينز (الإنجليزية)
- إرنست بلوخ على موقع أول موفي (الإنجليزية)
- إرنست بلوخ على موقع إن إن دي بي (الإنجليزية)
- إرنست بلوخ على موقع أول ميوزيك (الإنجليزية)
- إرنست بلوخ على موقع ديسكوغز (الإنجليزية)